# Triturus pygmaeus
Triturus pygmaeus – gatunek płaza ogoniastego z rodziny salamandrowatych (Salamandridae), endemit Półwyspu Iberyjskiego. Wcześniej uznawany za odmianę, a potem podgatunek traszki marmurkowej, za osobny gatunek uznany w 2001 roku.

## Występowanie
Występuje na Półwyspie Iberyjskim, głównie w jego południowo-zachodniej części.
Zamieszkuje na terenach lasów liściastych, głównie dębowych. Do rozrodu wykorzystuje tymczasowe, jak również stałe zbiorniki wodne, studnie, wyrobiska w kamieniołomach, rowy nawadniające, szczególnie zbiorniki z bujną roślinnością wodną.

## Opis
Średniej wielkości traszka o długości do 13 cm, lecz w zachodniej części zasięgu występowania są znacznie mniejsze. Ciało lekko boczno-spłaszczone, pysk zaokrąglony. Oczy stosunkowo duże, źrenice mieniące się czernią i złotem. Kończyny stosunkowe długie. Ogon długi, takiej samej długości jak reszta ciała lub nieznacznie krótszy. Skóra na grzbiecie chropowata, na brzuchu gładka. Ubarwienie grzbietu zielone z licznymi plamami czarnymi lub ciemnobrązowymi. Brzuch szarawy z licznymi ciemnymi plamami.

## Tryb życia
Osobniki dorosłe żywią się bezkręgowcami lądowymi i wodnymi. W trakcie przebywania w wodzie żywią się także jajami i kijankami innych płazów. W stadium larwalnym żywi się planktonem skorupiaków wodnych i jego larwami.
Rozród odbywa się jesienią. Samica po zapłodnieniu składa jaja na liściach roślin wodnych, w ilości od 100 do 400 jaj o średnicy 2 mm. Po wylęgu larwa pozostaje w wodzie od trzech do czterech miesięcy.